# Zakrzewko (Kozłowo)
Zakrzewko (deutsch Klein Sakrau) ist ein Dorf in der polnischen Woiwodschaft Ermland-Masuren. Es gehört zur Gmina Kozłowo (Landgemeinde Groß Koslau, 1938 bis 1945 Großkosel) im Powiat Nidzicki (Kreis Neidenburg).

## Geographische Lage
Zakrzewko liegt im Südwesten der Woiwodschaft Ermland-Masuren, 14 Kilometer südwestlich der Kreisstadt Nidzica (deutsch Neidenburg). Aufgrund seiner Nähe zur deutsch-polnischen Staatsgrenze, gab es im Dorf zwischen 1920 und 1939 ein Zollgebäude.

## Geschichte
Klein Sackerau, nach 1785: Klein Sakrau, wurde 1343 gegründet. Der kleine Ort bestand aus einem Gut und ein paar Gehöften. 1874 wurde der Gutsbezirk Klein Sakrau und die Landgemeinde Klein Sakrau in den Amtsbezirk Scharnau (polnisch Sarnowo) im ostpreußischen Kreis Neidenburg eingegliedert. 1910 hatte Klein Sakrau 172 Einwohner, von denen 58 im Gutsbezirk und 114 in der Gemeinde lebten. Zugehörig war der Wohnplatz Kadicki (polnisch Kadyki). Die Einwohnerzahl stieg bis 1933 auf 210 und belief sich 1939 auf 219.
In Kriegsfolge kam Klein Sakrau 1945 mit dem gesamten südlichen Ostpreußen zu Polen. Das Dorf erhielt die polnische Namensform „Zakrzewko“ und ist heute mit dem Sitz eines Schulzenamts eine Ortschaft im Verbund der Gmina Kozłowo im Powiat Nidzicki, bis 1998 der Woiwodschaft Olsztyn, seither der Woiwodschaft Ermland-Masuren zugehörig. Im Jahre 2011 zählte Zakrzewko 45 Einwohner.

## Kirche
Bis 1945 war Klein Sakrau in die evangelische Kirche Scharnau (polnisch Sarnowo) in der Kirchenprovinz Ostpreußen der Kirche der Altpreußischen Union, außerdem in die römisch-katholische Kirche Soldau (Działdowo) eingepfarrt. Heute gehört Zakrzewko katholischerseits zur Pfarrei Sarnowo im Erzbistum Ermland, evangelischerseits zur Pfarrei Działdowo in der Diözese Masuren der Evangelisch-Augsburgischen Kirche in Polen.

## Verkehr
Zakrzewo liegt an einer Nebenstraße, die Zakrzewo (Groß Sakrau) mit Wola (Wolla, 1938 bis 1945 Grenzdamm) verbindet. Die nächste Bahnstation ist Zakrzów-Sarnowo an der Bahnstrecke Działdowo–Olsztyn.